# 罗文孝
斗南冬忽罗文孝（1948年—），吉林榆树人，汉族，中华人民共和国政治人物、第十一届全国人民代表大会黑龙江地区代表。
毕业于黑龙江省委党校党政干部基础科专业，是中共党员。2007年，担任齐齐哈尔市人大主任。2008年起担任全国人大代表。